# Гейлі Пірсол
Гейлі Пірсол (англ. Hayley Peirsol, 9 серпня 1985) — американська плавчиня.
Призерка Пантихоокеанського чемпіонату з плавання 2002, 2006 років.
Переможниця літньої Універсіади 2005 року.